# Фосса
Фосса (італ. Fossa) — муніципалітет в Італії, у регіоні Абруццо,  провінція Л'Аквіла.
Фосса розташована на відстані близько 95 км на північний схід від Рима, 11 км на південний схід від Л'Акуїли.
Населення — 715 осіб (2014).
Щорічний фестиваль відбувається 23 листопада. Покровитель — San Clemente.

## Демографія
Населення за роками:

Станом на 1 січня 2023 року в муніципалітеті офіційно проживали 84 іноземці з 12 країн, серед них 53 громадяни країн Євросоюзу.

## Сусідні муніципалітети
- Баришано
- Л'Аквіла
- Окре
- Поджо-Піченце
- Сант'Еузаніо-Форконезе